# Potere (diritto)
Il potere  (o capacità), in diritto, designa una situazione giuridica soggettiva attiva consistente nella possibilità attribuita ad un soggetto di diritto di produrre determinati effetti giuridici, ossia di costituire, modificare o estinguere un rapporto giuridico, attraverso un atto giuridico.

## Caratteristiche
Il potere può essere conferito ad un soggetto nel suo interesse o nell'interesse altrui. Quando il potere viene conferito nell'interesse altrui prende il nome di potestà. In questo caso l'esercizio del potere costituisce al tempo stesso l'adempimento di un dovere, ragion per cui in dottrina si usa parlare di potere-dovere. Quando invece viene concessa ad un soggetto la possibilità di modificare la sfera giuridica altrui nel suo interesse, il potere prende il nome di diritto potestativo. Mentre le potestà sono tipiche, seppur non esclusive, del diritto pubblico, i diritti potestativi sono tipici del diritto privato.
Il potere è considerato una situazione giuridica soggettiva elementare e può andare a comporre situazioni soggettive complesse, come si è già visto nel caso della potestà. In effetti, alcuni diritti soggettivi possono essere scomposti in situazioni giuridiche elementari, tra cui poteri: si pensi al diritto di proprietà che, tra le situazioni elementari che lo compongono, annovera una serie di poteri, ad esempio quello di alienare il bene.
Rientra nel concetto di potere anche l'azione: può essere infatti definita come il potere attribuito ad un soggetto giuridico di provocare l'esercizio della giurisdizione da parte di un giudice, avviando il processo.

## La fonte e gli effetti
La fonte del potere può essere una norma (più precisamente una norma di competenza) o la volontà del titolare di un diritto (si pensi, ad esempio, al potere di rappresentanza). La conformità alla norma dell'atto giuridico con il quale viene esercitato il potere è detta validità.
L'attribuzione di un potere ad un soggetto comporta una corrispondente situazione giuridica soggettiva, detta soggezione, in capo al soggetto parte del rapporto giuridico che può essere costituito, modificato o estinto dal titolare del potere. La mancanza di soggezione rispetto ad un potere è detta immunità.
Secondo una diffusa impostazione teorica, che risale ad Hans Kelsen, l'esercizio di un potere si risolve sempre nella produzione di una norma giuridica o, secondo altri autori, di un precetto, sia quando si estrinseca in atti normativi, quelli che rientrano tra le fonti del diritto (ad esempio costituzione, legge, regolamento), sia quando si estrinseca in altri atti precettivi, quali sono i provvedimenti amministrativi e giurisdizionali ed i negozi giuridici di diritto privato, solo che, nel secondo caso, le norme o i precetti prodotti non hanno le caratteristiche di generalità ed astrattezza che presentano invece le norme prodotte dalle fonti del diritto. L'esercizio del potere è, dunque, un comportamento creativo di diritt